# František Hájek
František Hájek (Praga, 31 ottobre 1915 – 7 gennaio 2001) è stato un cestista e allenatore di pallacanestro cecoslovacco.

## Carriera
Disputò due partite per la nazionale cecoslovacca alle Olimpiadi estive del 1936 e vinse la medaglia d'oro come allenatore ai Campionati europei del 1946.